# Магнитная гидродинамика
Магнитная гидродинамика — физическая дисциплина, возникшая на пересечении гидродинамики и электродинамики сплошной среды. Предметом её изучения является динамика проводящей жидкости или газа в магнитном поле. Примерами изучаемых сред являются различного рода плазма, жидкие металлы, солёная вода.
Пионером исследований в области теории магнитогидродинамики признан Ханнес Альвен, удостоившийся за свои работы Нобелевской премии в 1970 году. Первой экспериментальной работой в этой области стало исследование Хартманом в 1937 году сопротивления течения ртути в трубке при воздействии поперечного магнитного поля.

## Уравнения магнитной гидродинамики
Полная система уравнений нерелятивистской магнитной гидродинамики проводящей жидкости имеет вид:
{\displaystyle {\begin{cases}\displaystyle \rho {\frac {\partial {\vec {v}}}{\partial t}}+\rho ({\vec {v}},\nabla ){\vec {v}}=-\nabla p-{\frac {1}{4\pi }}[{\vec {H}}\operatorname {rot} {\vec {H}}]+\eta \Delta {\vec {v}}+\left({\frac {1}{3}}\eta +\zeta \right)\displaystyle \nabla \operatorname {div} {\vec {v}}\\\displaystyle p=p(\rho )\\\displaystyle {\frac {\partial \rho }{\partial t}}+\operatorname {div} \rho {\vec {v}}=0\\\displaystyle {\frac {\partial {\vec {H}}}{\partial t}}=-{\frac {1}{\sigma }}{\frac {c^{2}}{4\pi }}\operatorname {rot} \left[\nabla \times {\vec {H}}\right]+\operatorname {rot} \left[{\vec {v}}\times {\vec {H}}\right]\\\displaystyle \nabla \cdot {\vec {H}}=0\end{cases}}}
Здесь:
- {\displaystyle p} — давление в среде;
- {\displaystyle \rho } — плотность среды;
- {\displaystyle \sigma } — проводимость среды;
- {\displaystyle \eta } — сдвиговая вязкость среды;
- {\displaystyle \zeta } — объёмная вязкость среды;
- {\displaystyle {\vec {v}}} — поле скоростей;
- {\displaystyle {\vec {H}}} — напряжённость магнитного поля.

Эта система содержит 8 уравнений и позволяет определить 8 неизвестных ({\displaystyle p}, {\displaystyle \rho }, {\displaystyle {\vec {H}}}, {\displaystyle {\vec {v}}}) при заданных начальных и граничных условиях.
Если воспользоваться следующими приближениями (бездиссипативный предел):
1. {\displaystyle \sigma \to \infty ;}
2. {\displaystyle \eta =0;}
3. {\displaystyle \zeta =0,}

то система уравнений МГД запишется в более простом виде:
{\displaystyle {\begin{cases}\displaystyle \rho {\frac {\partial {\vec {v}}}{\partial t}}+\rho ({\vec {v}},\nabla ){\vec {v}}=-\nabla p-{\frac {1}{4\pi }}[{\vec {H}}\operatorname {rot} {\vec {H}}]\\\displaystyle p=p(\rho )\\\displaystyle {\frac {\partial \rho }{\partial t}}+\operatorname {div} \rho {\vec {v}}=0\\\displaystyle {\frac {\partial {\vec {H}}}{\partial t}}=\operatorname {rot} \left[{\vec {v}}\times {\vec {H}}\right]\\\displaystyle \nabla \cdot {\vec {H}}=0\end{cases}}}

### Вывод уравнений
Запишем систему уравнений Максвелла в системе СГС:
{\displaystyle {\begin{cases}\displaystyle \nabla \times {\vec {E}}=-{\frac {1}{c}}{\frac {\partial {\vec {H}}}{\partial t}}\\\displaystyle \nabla \times {\vec {H}}={\frac {1}{c}}{\frac {\partial {\vec {E}}}{\partial t}}+{\frac {4\pi }{c}}{\vec {j}}\\\displaystyle \nabla \cdot {\vec {H}}=0\\\displaystyle \nabla \cdot {\vec {E}}=0\end{cases}}}
Будем исходить из следующих предположений:
1. магнитная проницаемость равна единице: {\displaystyle \mu =1;}
2. нет электрических зарядов: {\displaystyle \rho =0;}
3. закон Ома имеет вид: {\displaystyle {\vec {j}}=\sigma {\vec {E}}+{\frac {\sigma }{c}}{\vec {v}}\times {\vec {H}}.}

Ограничимся нерелятивистским случаем ({\displaystyle v\ll c}), то есть {\displaystyle \left|\nabla \times {\vec {H}}\right|\gg \left|{\frac {1}{c}}{\frac {\partial {\vec {E}}}{\partial t}}\right|.}
Покажем, что {\displaystyle v\ll c} эквивалентно {\displaystyle \left|\nabla \times {\vec {H}}\right|\gg \left|{\frac {1}{c}}{\frac {\partial {\vec {E}}}{\partial t}}\right|:}
{\displaystyle \left|\nabla \times \nabla \times {\vec {H}}\right|\gg \left|{\frac {1}{c}}\nabla \times {\frac {\partial {\vec {E}}}{\partial t}}\right|={\frac {1}{c^{2}}}\left|{\frac {\partial ^{2}{\vec {H}}}{\partial t^{2}}}\right|}
Оценим это выражение:
{\displaystyle {\frac {H}{L^{2}}}\gg {\frac {1}{c^{2}}}{\frac {H}{\tau ^{2}}},}
где:
- {\displaystyle L} — характерная длина;
- {\displaystyle \tau } — характерное время.

Это приводит нас к следующем соотношению:
{\displaystyle c^{2}\gg {\frac {L^{2}}{\tau ^{2}}}=v^{2};}
{\displaystyle v\ll c.}
То есть характерная скорость в системе должна быть на много меньше скорости света.
Уравнения Максвелла в этом приближении запишутся следующим образом:
{\displaystyle {\begin{cases}\displaystyle \nabla \times {\vec {E}}=-{\frac {1}{c}}{\frac {\partial {\vec {H}}}{\partial t}}\\\displaystyle \nabla \times {\vec {H}}={\frac {4\pi }{c}}{\vec {j}}\\\end{cases}}}
Выразив из закона Ома {\displaystyle {\vec {E}}} и подставив его в первое уравнение, получим:
{\displaystyle -{\frac {1}{c}}{\frac {\partial {\vec {H}}}{\partial t}}=\nabla \times \left({\frac {1}{\sigma }}{\vec {j}}-{\frac {1}{c}}{\vec {v}}\times {\vec {H}}\right).}
Подставив в это уравнение ток из второго уравнения Максвелла, получим:
{\displaystyle -{\frac {1}{c}}{\frac {\partial {\vec {H}}}{\partial t}}={\frac {1}{\sigma }}{\frac {c}{4\pi }}\nabla \times \left[\nabla \times {\vec {H}}\right]-{\frac {1}{c}}\nabla \times \left[{\vec {v}}\times {\vec {H}}\right].}
В пределе идеальной проводящей жидкости {\displaystyle \sigma \to \infty } получаем:
| {\displaystyle {\frac {\partial {\vec {H}}}{\partial t}}=\nabla \times \left[{\vec {v}}\times {\vec {H}}\right].} |

Для связи с гидродинамикой в уравнение Навье — Стокса добавляется член, отвечающий за силу Ампера, действующую на токи со стороны магнитного поля (ток выражается из второго уравнения Максвелла через напряжённость магнитного поля):
{\displaystyle {\vec {f}}={\frac {1}{c}}\left[{\vec {j}}\times {\vec {H}}\right]=-{\frac {1}{4\pi }}\left[{\vec {H}}\times \operatorname {rot} {\vec {H}}\right].}

## Приложения
Принципы магнитной гидродинамики используются для дистанционного контроля и управления поведением жидких металлов в промышленности, в частности:
- в МГД-насосах;
- в МГД-генераторах.